# Trần Thế Bảo
Trần Thế Bảo (sinh 22 tháng 8 năm năm 1937 tại Quảng Ngãi) là một giáo sư, tiến sĩ và nhạc sĩ Việt Nam, được tặng Giải thưởng Nhà nước về Văn học Nghệ thuật năm 2017.

## Cuộc đời và sự nghiệp
Trần Thế Bảo sinh ngày 22 tháng 8 năm 1937 tại thôn Đông Yên, xã Bình Dương, huyện Bình Sơn, tỉnh Quảng Ngãi.
Ông hoạt động âm nhạc từ nhỏ ở vùng tự do Liên khu V.
Cuối 1954 ông theo Đoàn văn công Liên khu V tập kết ra Bắc và đến năm 1956 học Trường Âm nhạc Việt Nam (nay là Học viện Âm nhạc Quốc gia Việt Nam). Tốt nghiệp vào năm 1959, ông trở thành giảng viên của Trường.
Sau năm 1975, ông vào làm công tác nghiên cứu tại Viện Nghiên cứu Âm nhạc thành phố Hồ Chí Minh. Năm 1980 – 1991, ông làm Trưởng khoa Sáng tác, lý luận, chỉ huy Nhạc viện Thành phố Hồ Chí Minh. Ông cũng đã trải qua nhiều chức vụ như: Ủy viên Ban chấp hành Hội Âm nhạc TP. Hồ Chí Minh, Ủy viên Ban chấp hành Hội Nhạc sĩ Việt Nam, Tổng Biên tập Tạp chí Sóng nhạc, Phó Tổng Biên tập Tạp chí Âm nhạc Việt Nam.
Ông có học vị Tiến sĩ và học hàm Giáo sư.

### Biên soạn và nghiên cứu
Trần Thế Bảo vừa giảng dạy vừa chuyên nghiên cứu về lịch sử âm nhạc. Ông đã xuất bản nhiều cuốn sách như: Suy nghĩ về nhạc luật cổ truyền Việt Nam (giải nhất giải thưởng Hội Nhạc sĩ Việt Nam 2011); Cảm nhận Mỹ học (giải nhì Hội Nhạc sĩ Việt Nam 2013); Lịch sử âm nhạc Việt Nam (giải nhất Hội Nhạc sĩ Việt Nam 2017)...
Riêng cuốn Lịch sử âm nhạc Việt Nam, Thế Bảo cho biết: khi biên soạn, ông đã cố gắng "soạn ngày, soạn đêm" với tình yêu tha thiết dành cho âm nhạc. Cuốn sách dày 514 trang, phản ánh đầy đủ các giai đoạn lịch sử âm nhạc nước nhà, được chia làm bốn phần, với 12 chương. Trước đây, đã có nhiều sách, tài liệu nghiên cứu về lịch sử âm nhạc Việt Nam được xuất bản, nhưng chưa có cuốn sách nào phản ánh bao trùm toàn bộ thời gian lịch sử âm nhạc Việt Nam từ thời Hùng Vương đến nay.
| “                                        | Sách lịch sử âm nhạc Việt Nam là công trình đồ sộ, tổng hợp nhiều kiến thức, thời đại, ra đời đúng lúc khi bộ môn này cần một cuốn sách giáo khoa có thể tra cứu được, đáp ứng mong mỏi của mọi người | ” |
| — Giáo sư, Nhà giáo nhân dân Hoàng Cương | |   |

Ngoài các tác phẩm nghiên cứu, nhạc sĩ Trần Thế Bảo cũng đã viết nhiều tác phẩm dành cho khí nhạc giao hưởng, đại hợp xướng như: Concerto cho piano và dàn nhạc; Concerto cello và dàn nhạc; Giao hưởng thơ Rừng sác; Bản Giao hưởng Thăng Long; Đại hợp xướng Trở lại Trường Sơn và nhiều tác phẩm khí nhạc khác đã đoạt các giải thưởng của Hội Nhạc sĩ Việt Nam.
Ngoài ra, ông có khoảng 300 ca khúc tuyển 2 tập Gửi gió đưa hương. Một số ca khúc nhiều người biết như ''Dệt áo mùa xuân'', ''Hát mừng chiến thắng Nam Lào'', ''Cờ Đảng bay trên núi Bài Thơ'', ''Đi cấy'' (hợp xướng), viết về quê hương Quảng Ngãi có ''Hỡi dòng sông Trà'', ''Khúc tráng ca Hải đội Hoàng Sa''...
Năm 2017, ông được tặng Giải thưởng Nhà nước về Văn học Nghệ thuật với sách Suy nghĩ về nhạc luật cổ truyền, khí nhạc Concerto Piano và dàn nhạc nhỏ; khí nhạc Concerto cho Violoncelle và dàn nhạc giao hưởng và ca khúc Nửa đêm.

## Đời tư
Ông có một người anh ruột là nhà thơ nổi tiếng Tế Hanh – người được tặng Giải thưởng Hồ Chí Minh về Văn học Nghệ thuật đợt đầu tiên. Ông cũng đã phổ nhạc bài thơ ''Vườn xưa'' và ''Cơn bão của anh'', mà sinh thời Tế Hanh rất thích hai ca khúc này.

## Tác phẩm chính

### Sách
- Suy nghĩ về nhạc luật cổ truyền Việt Nam
- Cảm nhận Mỹ học
- Lịch sử âm nhạc Việt Nam

### Khí nhạc
- Concerto cho piano và dàn nhạc;
- Concerto cello và dàn nhạc;
- Giao hưởng thơ Rừng sác;
- Bản Giao hưởng Thăng Long;

### Ca khúc, hợp xướng
- Nửa đêm
- Dệt áo mùa xuân
- Hát mừng chiến thắng Nam Lào
- Cờ Đảng bay trên núi Bài Thơ
- Đi cấy (hợp xướng)
- Trở lại Trường Sơn (đại hợp xướng)
- Vườn xưa
- Cơn bão của anh

### Tuyển tập
- Gửi gió đưa hương (2 tập)

## Giải thưởng
- Giải nhất Hội Nhạc sĩ Việt Nam 2011
- Giải nhì Hội Nhạc sĩ Việt Nam 2013
- Giải nhất Hội Nhạc sĩ Việt Nam 2017

## Vinh danh
- Giải thưởng Nhà nước về Văn học Nghệ thuật (2017)